# Béchir Bouazzat
Béchir Bouazzat (ur. 5 października 1908 w Gammarth, zm. 29 grudnia 1944 w Paryżu) – francuski zapaśnik walczący w stylu klasycznym i pięcioboista nowoczesny pochodzenia tunezyjskiego.
Brązowy medalista mistrzostw Europy w zapasach w 1935. Uczestnik rywalizacji pięcioboistów nowoczesnych na Letnich Igrzyskach Olimpijskich 1936 (28. pozycja).
Zginął 29 grudnia 1944 w 13. dzielnicy Paryża, gdzie w czasie działań wojennych jako cywil został postrzelony w tzw. „bratobójczym ogniu”.